# UC노벨
UC Novel(유씨노벨)은 비주얼 노벨과 같은 인터렉티브 멀티미디어 콘텐츠를 만들고 공유할 수 있는 플랫폼이다. 유씨노벨은 프로그래밍이나 스크립트 언어를 사용하지 않고 쉽게 게임을 제작할 수 있는 GUI기반의 저작도구를 지원한다. UC노벨 저작도구로 만들어진 게임은 웹으로 바로 출판하여 배포할 수 있고, 퍼가기 기능을 이용하여 다른사람과 쉽게 콘텐츠를 공유할 수 있다.
유씨노벨을 통해 유명해진 창작 작품으로 은신처, 혼돈의 왕자,  타뷸라의 늑대, 3학년 2반 살인사건 등이 있다.
특히, 이번에 새로 출시한 유씨노벨 저작도구 "유씨노벨 스튜디오"는 위지윅 환경에서 간단한 스크립트를 사용하여 게임을 쉽게 만들 수 있는 특징이 있다. 또한 자기가 만든 작품을 구글 마켓 등에 판매할 수 있는 기능을 제공한다.
2019년 5월 31일 앱북 서비스가 종료되었고, 2019년 11월 15일로 전체적인 서비스가 종료되었다.

## 특징
주요 컨텐츠는 창작, 코믹, 팬픽이며 그외 다양한 아이디어가 돋보이는 독창적인 작품들이 많다. 특히 유씨노벨 특유의 분위기를 잘 살린 판타지, 미스테리, 호러, SF 계열등이 인기가 많으며 연예인을 주인공으로 한 로맨스 팬픽이 가장 많은 인기를 누리고 있다.
코믹은 주로 가정교사 히트맨 리본(가히리)이 많고, 요즘은 쿠로바스 이나즈마 일레븐, 흑집사, 은혼도 상당히 많은 작품이 올라오는 편이다. 물론 시류에 따라 인기있는 만화가 달라지며 그때마다 코믹팬픽의 장르도 달라진다.
가장 강세는 연예팬픽인데 이 장르도 인기 연예인에 따라 작품 속 주인공이 따라 바뀐다. 특히 연예팬픽은 트렌드가 빠르고 주로 남자 아이돌이 주인공으로 등장한다.

## 그 외
비슷한 사이트로  스토리베리라는 사이트가 존재하였으나 현재는 이 사이트를 찾아볼 수 없다.
그리고 유씨노벨과 비슷한 장르로는 NT노벨, 라이트노벨, 비주얼노벨 등이 있다.